# Masterpieces (Rondò Veneziano)
Masterpieces è una raccolta dei Rondò Veneziano.

## Tracce

### CD 1
1. San Marco (Gian Piero Reverberi e Laura Giordano) - 3:29
2. Casanova (Gian Piero Reverberi e Laura Giordano) - 3:06
3. Stagioni di Venezia (Gian Piero Reverberi e Ivano Pavesi) - 3:11
4. Magica melodia (Gian Piero Reverberi e Ivano Pavesi) - 3:24
5. Odissea veneziana (Gian Piero Reverberi e Dario Farina) - 2:34
6. La Serenissima (Gian Piero Reverberi e Laura Giordano) (versione del 1992) - 2:12
7. Rondò veneziano (Gian Piero Reverberi e Laura Giordano) (versione del 1992) - 3:20
8. Seduzione (Gian Piero Reverberi e Ivano Pavesi) - 2:33
9. Sinfonia per un addio (Gian Piero Reverberi e Laura Giordano) - 4:13
10. Tema veneziano (Gian Piero Reverberi e Ivano Pavesi) - 2:52
11. Perle d'oriente (Gian Piero Reverberi e Laura Giordano) - 2:43
12. Poesia di Venezia (Gian Piero Reverberi e Ivano Pavesi) - 2:33
13. Chimere (Gian Piero Reverberi e Ivano Pavesi) - 3:10
14. Canal Grande (Gian Piero Reverberi e Laura Giordano) - 2:15

### CD 2
1. La Giudecca (Gian Piero Reverberi e Laura Giordano) - 2:49
2. Venezia notturna (Gian Piero Reverberi e Laura Giordano) - 3:21
3. Visioni di Venezia (Gian Piero Reverberi e Laura Giordano) - 3:58
4. Mosaico (Gian Piero Reverberi e Laura Giordano) - 4:27
5. Musica... fantasia (Gian Piero Reverberi e Ivano Pavesi) - 2:39
6. Ponte dei Sospiri (Gian Piero Reverberi e Ivano Pavesi) - 4:34
7. Preludio all'amore (Gian Piero Reverberi e Laura Giordano) - 2:37
8. Rialto (Gian Piero Reverberi e Laura Giordano) - 3:00
9. Venti d'oriente (Gian Piero Reverberi e Ivano Pavesi) - 3:01
10. Divertissement (Gian Piero Reverberi e Ivano Pavesi) - 3:19
11. Prestige (Gian Piero Reverberi e Ivano Pavesi) - 3:23
12. Prime luci sulla laguna (Gian Piero Reverberi e Laura Giordano) - 3:10
13. Oboe d'amore (Gian Piero Reverberi e Laura Giordano) - 2:37
14. Fantasia veneziana (in la maggiore) (Gian Piero Reverberi e Laura Giordano) - 3:37